# Centaurea caroli-henrici
Centaurea caroli-henrici là một loài thực vật có hoa trong họ Cúc. Loài này được Gabrieljan & Dittrich mô tả khoa học đầu tiên năm 1993.